# Busto di Thomas Baker
Il busto di Thomas Baker è un'opera scultorea in marmo, realizzata da Gian Lorenzo Bernini, sebbene il lavoro sia stato svolto in gran parte da un aiuto di Bernini, Andrea Bolgi detto il Carrarino. Attualmente è conservato al Victoria and Albert Museum di Londra, che acquistò l'opera nel 1921 per 1480 ghinee.
Thomas Baker (1606-1658) fu alto sceriffo di Suffolk nel 1657, molto vicino alla corte di Carlo I. Potrebbe essere stato indirettamente responsabile della creazione di un altro busto del Bernini, portando con sé a Roma il triplo ritratto di Carlo I: quest'ultimo, infatti, fu utilizzato da Bernini come punto di riferimento per la creazione del suo busto di Carlo, in seguito distrutto.